# Kabinett Simonyi-Semadam

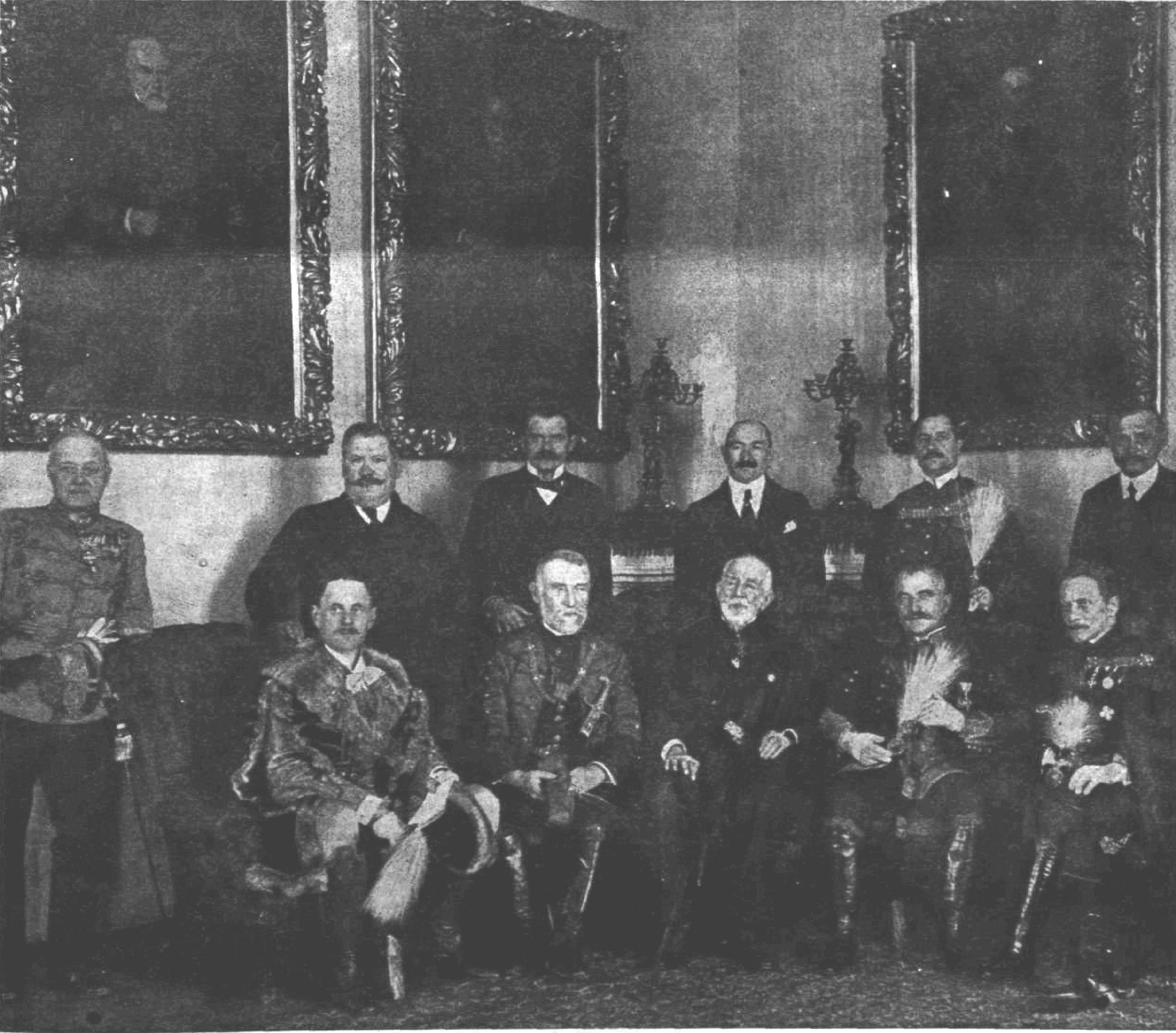
Kabinett Simonyi-Semadam

Das Kabinett Simonyi-Semadam war die Regierung des Königreichs Ungarn 1920. Es wurde am 15. März 1920 vom ungarischen Ministerpräsidenten Sándor Simonyi-Semadam gebildet und bestand bis 19. Juli 1920.

## Minister
| Amt                                                               | Amtsträger                       | Beginn Amtszeit | Ende Amtszeit  |
| ----------------------------------------------------------------- | -------------------------------- | --------------- | -------------- |
| Ministerpräsident                                                 | Sándor Simonyi-Semadam           | 15. März 1920   | 19. Juli 1920  |
| Innenminister                                                     | Sándor Simonyi-Semadam (interim) | 15. März 1920   | 19. April 1920 |
| Innenminister                                                     | Mihály Dömötör                   | 19. April 1920  | 19. Juli 1920  |
| Außenminister                                                     | Sándor Simonyi-Semadam (interim) | 15. März 1920   | 19. April 1920 |
| Außenminister                                                     | Pál Teleki                       | 19. April 1920  | 19. Juli 1920  |
| Verteidigungsminister                                             | Károly Soós                      | 15. März 1920   | 19. Juli 1920  |
| Finanzminister                                                    | Frigyes Korányi                  | 15. März 1920   | 19. Juli 1920  |
| Justizminister                                                    | Gyula Ferdinandy                 | 15. März 1920   | 19. Juli 1920  |
| Ackerbauminister                                                  | Gyula Rubinek                    | 15. März 1920   | 19. Juli 1920  |
| Minister für Kultus und Unterricht                                | István Haller                    | 15. März 1920   | 19. Juli 1920  |
| Handelsminister                                                   | Frigyes Korányi (interim)        | 15. März 1920   | 28. März 1920  |
| Handelsminister                                                   | Gusztáv Emich                    | 28. März 1920   | 19. Juli 1920  |
| Minister für Volkswohl und Arbeit                                 | Ágost Benárd                     | 15. März 1920   | 19. Juli 1920  |
| Minister ohne Geschäftsbereich für nationale Minderheiten         | Jakob Bleyer                     | 15. März 1920   | 19. Juli 1920  |
| Minister ohne Geschäftsbereich für Ernährung                      | István Szabó (Nagyatádi)         | 15. März 1920   | 19. Juli 1920  |
| Minister ohne Geschäftsbereich für Kleinlandwirte-Angelegenheiten | István Szabó (Sokorópátkai)      | 15. März 1920   | 19. Juli 1920  |

## Quelle
- A kormány tagjai 1867-től máig: (Mitglieder der Regierung von 1867 bis heute) im parlamentarischen Almanach (1935)